# Barockhäst

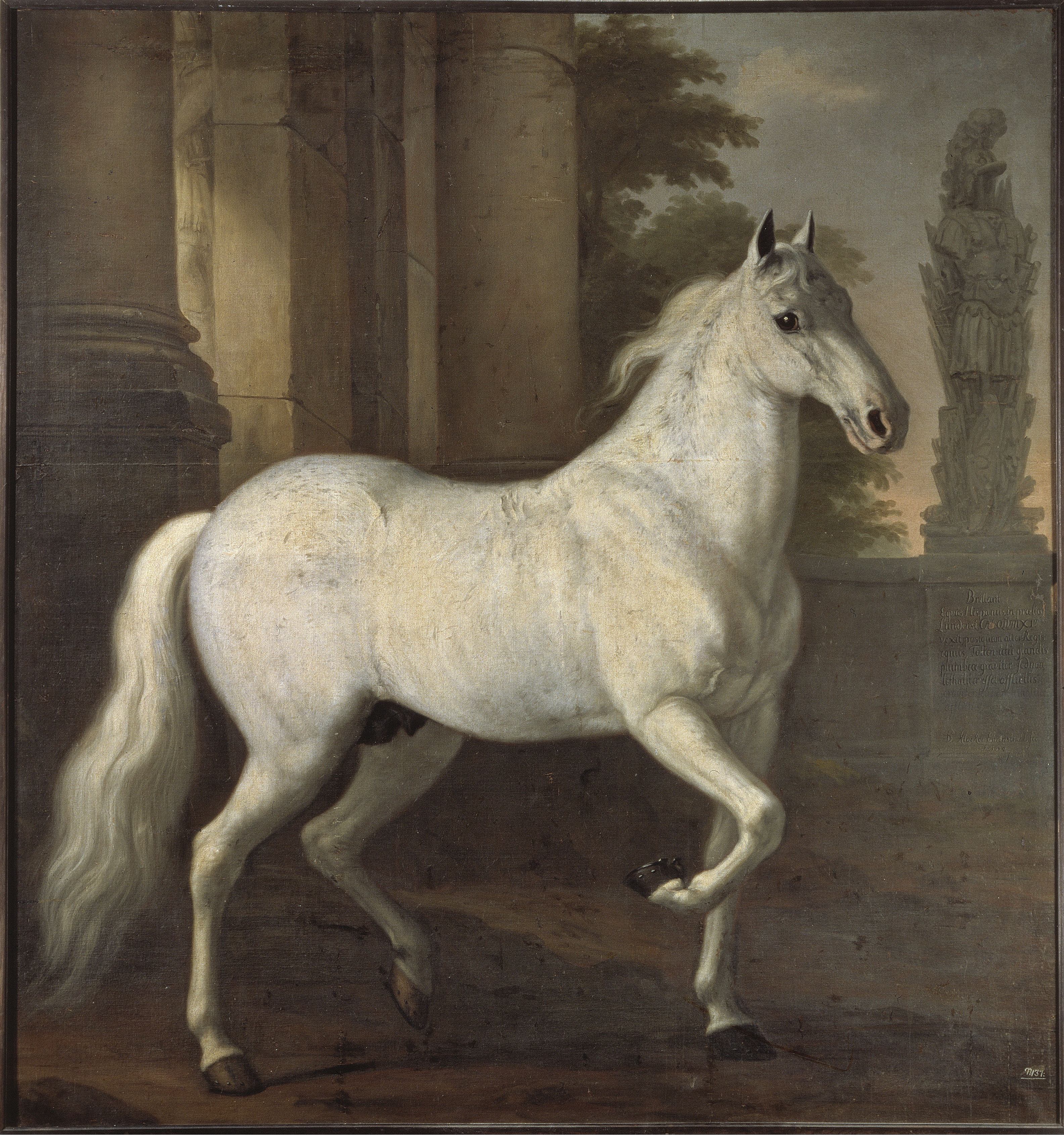
David Klöcker Ehrenstrahl målade många hästar som vi idag skulle säga vara av barockhästtyp. Här Brilliant, Karl XI:s livhäst.

Barockhäst betecknar en grupp hästraser som härstammar från eller har liknande kännetecken som de hästar vilka var framträdande vid de mellaneuropeiska hoven och adeln under barocken, ofta efter en betydelsefull genetisk utveckling under medeltiden.

## Ursprung och egenskaper
Termen barockhäst beskriver en typ av smidiga men starka hästar vars ursprung kan sökas hos de medeltida destrierhästarna. Specifika förfäder till barockhästarna är de nu utdöda raserna napolitanska hästen och spansk jennet samt den ännu levande berberhästen. Modern genetisk forskning har visat ett nära släktskap mellan berberhästen, andalusiern och lusitanon och ett gemensamt utvecklingsområde kring Gibraltarsundet och på den Iberiska halvön. Barockhästen kännetecknas av ett kraftigt bakparti, en muskulös välvd nacke, en rak eller något konvex profil och oftast en full, tjock man och svans. Dessa hästar är särskilt väl lämpade för de högre skolorna i den klassiska dressyren. Bland institutioner där barockhästern är framträdande märks Spanska hovridskolan och Cadre Noir.

## Barockhästraser

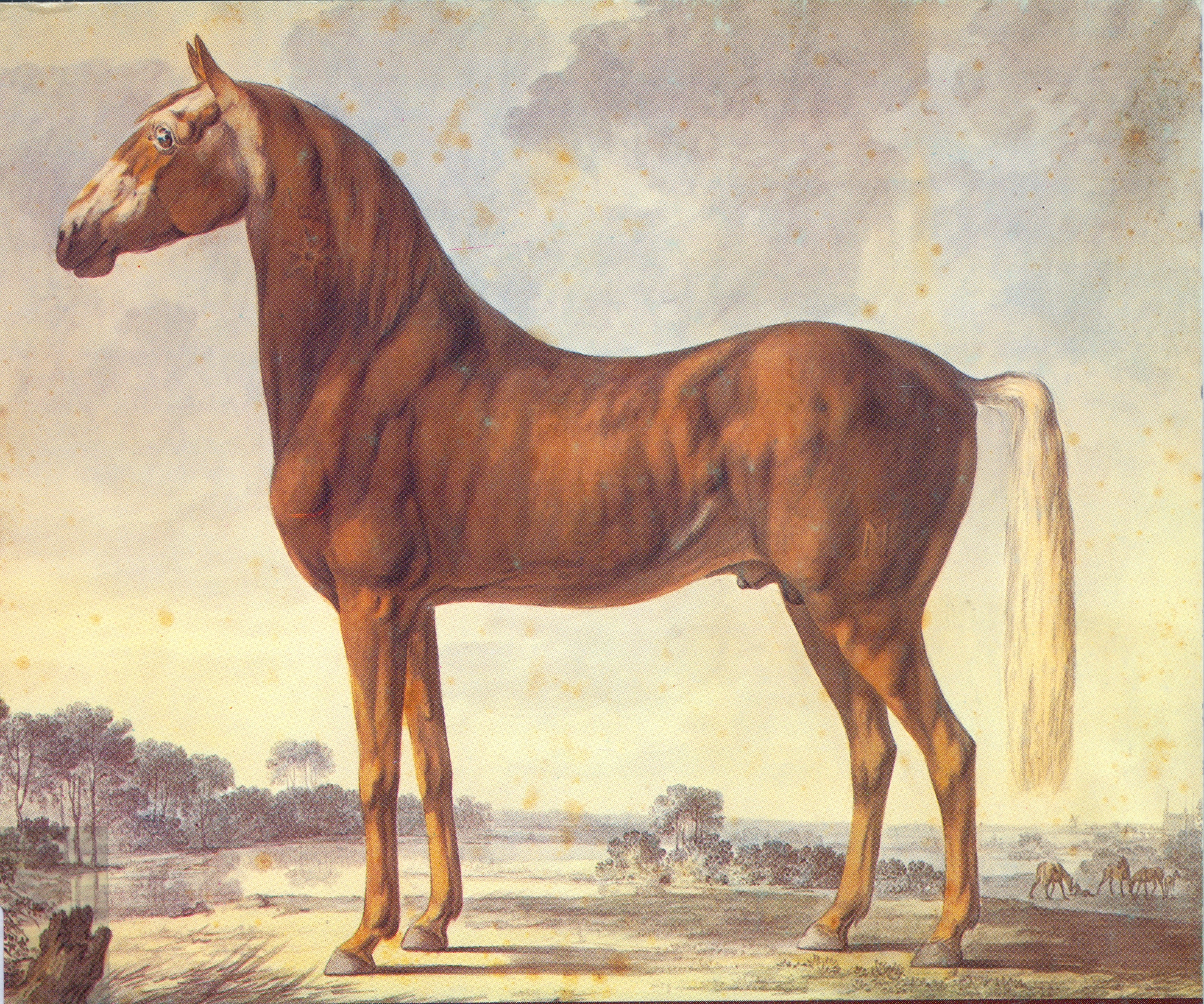
Denna målning av en fredriksborgare från 1830 visar den hos många barockhästar förekommande konvexa profilen.

Barocktidens hästar var av medeltida ursprung såsom spansk häst, napolitansk häst och berberhäst.
Under barocktiden användes bland andra följande hästraser som uppkommit efter 1500 och som används vid nutida så kallade barockridning:
- Fredriksborgare
- Lipizzaner
- Altér-real
- Andalusier
- Lusitano
- Murgese
- Knabstrupper
- Frieserhäst
- Kladrubhäst

## Terminologi
Barock är ett begrepp som började användas av konsthistoriker på 1880-talet. I Tyskland började termen barockhäst användas på 1990-talet.